# 과 (생물학)
과(科, family)는 생물 분류 단계 중 하나로 목의 하부 분류단계이자 속의 상위 단계이다. 하나의 과는 여러개의 아과(subfamily)로 나뉠 수 있다. 학술적으로는 라틴어를 통해 명명하지만, 일상적으로 불리는 이름으로 부르기도 한다. 대표적으로 토끼과는 원래 Leporidae라는 이름을 가진다.
비슷한 속을 묶어 하나의 과로 분류하는데, 이 때 분류학자들끼리 어떤 기준을 사용하자고 엄격하게 정해진 바는 없다.

## 역사
계통의 한 단계로 family라는 용어를 처음 사용한 사람은 프랑스의 식물학자 피에르 마뇰이다. 마뇰은 1689년에 쓴 책 《식물 일반의 역사에 앞서Prodromus historiae generalis plantarum, in quo familiae plantarum per tabulas disponuntur》에서 식물을 76개의 family로 분류했다. 당시에는 분류 단계라는 개념이 아직 대중화되지 않아서 마뇰은 genera를 family의 상위단계를 나타내는 용어로 사용하기도 했다.
칼 린네는 1751년에 쓴 책 《식물철학Philosophia botanica》에서 식물을 나무, 허브, 양치류, 종려과 등으로 분류하면서 familia라는 단어를 사용했는데, 일반적인 분류 단계로 사용한 것이 아니라 식물의 형태학적 유사성을 표현하기 위해 한정적으로 사용했다.
뒤어어 프랑스의 식물학자 미셸 아당송은 1763년에 쓴 책 《식물의 자연적 과Familles naturelles des plantes》에서 family를 현재의 목과 같은 개념으로 사용한다. 이후 피에르 앙드레 라트레이유가 1796년에 《정확한 곤충의 일반 특성들Précis des caractères génériques des insectes, disposés dans un ordre naturel》에서 목과 속 사이의 분류 단계를 나타내는 용어로 처음 사용하지만, 오귀스탱 피라무스 드 캉돌과 조지 벤담, 조지프 돌턴 후커 등의 19세기 학자들까지 아당송의 용법을 계속 사용했다. 라트레이유처럼 목과 속 사이의 단계로 family를 사용하기 시작한 것은 20세기의 일이다.

## 명명법
라틴어에 특수한 접미사를 붙여 과를 명명하는데, 그 규칙은 다음과 같다.
- 진균류, 조류, 식물에서는 "-acceae"를 붙인다.[1][2]
- 동물에서는 "-idae"를 붙인다.[3]

## 같이 보기
- 계통분류학
- 분지학
- 계통학
- 분류학
- 바이러스 분류

## 참고 문헌
- Barnhart, John Hendley (1895년 1월 15일). “Family Nomenclature”. 《Bulletin of the Torrey Botanical Club》 22 (1): 1–25. doi:10.2307/2485402. JSTOR 2485402.
- Bullock, A. A. (January 1958). “Indicis Nominum Familiarum Angiospermarum Prodromus”. 《Taxon》 7 (1): 1–35. doi:10.2307/1216226. JSTOR 1216226.
- Bullock, A. A. (August 1958). “Indicis Nominum Familiarum Angiospermarum Prodromus: Additamenta et Corrigenda I”. 《Taxon》 7 (6): 158–163. doi:10.2307/1217503. JSTOR 1217503.
- ICN (2012). “International Code of Nomenclature for algae, fungi, and plants”. Bratislava: International Association for Plant Taxonomy. 2013년 11월 4일에 원본 문서에서 보존된 문서. 2016년 1월 17일에 확인함.